# Straky (Zabrušany)
Straky (deutsch Straka) ist ein Ortsteil der tschechischen Gemeinde Zabrušany im Okres Teplice. Er liegt anderthalb Kilometer nordöstlich von Zabrušany im Nordböhmischen Becken.

## Geographie
Straky befindet sich am Südhang der Jalovčiny (Wachholderberge). Nordöstlich erhebt sich der Ve chvojkách (Wachholderberg; 383 m). Im Westen liegt das Tal des Bouřlivec (Riesenbach) mit dem Stausee Všechlapy, gegen Südosten das Schloss Tuchlov.
Nachbarorte sind Řetenice und Teplice im Norden, Nová Ves und Prosetice im Nordosten, Kladruby und Pytlíkov im Osten, Dolánky, Tuchlov, Křemýž und Pňovičky im Südosten, Hostomice im Süden, Ledvice, Želénky, Zabrušany und Všechlapy im Südwesten, Štěrbina im Westen sowie Jeníkov und Hudcov im Nordwesten.

## Geschichte
Archäologische Funde belegen eine frühzeitliche Besiedlung der Gegend; am Südhang des Hügels Ve chvojkách wurde ein bronzezeitliches Gräberfeld aufgefunden.
Die erste schriftliche Erwähnung des Dorfes erfolgte im Jahre 1406. Zu Beginn des 18. Jahrhunderts wurde Straka der Herrschaft Dux zugeschlagen. Zu dieser Zeit bestand das Dorf aus acht Bauern und einem Weber. Während des Siebenjährigen Krieges fand 1762 nördlich die Schlacht bei Hundorf und Kradrob statt. 1787 wurden in Straka 14 Häuser gezählt.
Im Jahre 1831 bestand Straka aus 15 Häusern mit 68 deutschsprachigen Einwohnern. Pfarrort war Sobrusan. Bis zur Mitte des 19. Jahrhunderts blieb Straka der Fideikommissherrschaft Dux untertänig.
Nach der Aufhebung der Patrimonialherrschaften bildete Straka / Straky ab 1850 einen Ortsteil der Gemeinde Wschechlab im Leitmeritzer Kreis und Gerichtsbezirk Teplitz. Ab 1868 gehörte das Dorf zum Bezirk Teplitz und wurde 1869 zusammen mit Wschechlab nach Sobrusan eingemeindet. Im Jahre 1900 lebten in dem Dorf 218 Personen. In Folge des Münchner Abkommens wurde Straka 1938 dem Deutschen Reich zugeschlagen und gehörte bis 1945 zum Landkreis Dux. Nach dem Ende des Zweiten Weltkrieges kam der Ort zur Tschechoslowakei zurück und die deutschböhmische Bevölkerung wurde vertrieben. Nach der Aufhebung des Okres Duchcov wurde Straky 1961 dem Okres Teplice zugeordnet.
Im Jahre 1991 hatte Straky 82 Einwohner. Beim Zensus von 2001 lebten in den 32 Wohnhäusern des Dorfes 99 Personen. Insgesamt besteht der Ort aus 43 Häusern.
Seit 1997 führt Straky ein Wappen.

## Sehenswürdigkeiten
- Kapelle
- Ve chvojkách (Wachholderberg) mit Fernsehturm und Denkmal für den Bauernbefreier Hans Kudlich. Der vier Meter hohe Obelisk aus Sandstein wurde 1888 enthüllt, umschichtet war er von 150 Steinen mit den Namen der Dörfer der Gerichtsbezirke Teplitz, Dux und Bilin.[3]
- Schloss Tuchlov, das Jagdschloss im Empirestil ließ August von Ledebour-Wicheln 1821 errichten